# Carlos II, Grão-Duque de Baden
Carlos II, Grão-Duque de Baden (Carlos Luís Frederico; em alemão: Karl Ludwig Friedrich ), (8 de julho de 1786 - 8 de dezembro de 1818), foi governante de Baden desde a morte do avô, o grão-duque Carlos Frederico de Baden, em 1811 até à sua morte.

## Família
Carlos era o sétimo filho e único varão do príncipe-herdeiro Carlos Luís de Baden e da marquesa Amália de Hesse-Darmstadt. As suas irmãs incluíam a princesa Carolina de Baden, casada com o rei Maximiliano I José da Baviera, a princesa Luísa de Baden, casada com o czar Alexandre I da Rússia e a princesa Frederica de Baden, casada com o rei Gustavo IV Adolfo da Suécia. Os seus avós paternos eram o grão-duque Carlos Frederico de Baden e a marquesa Carolina Luísa de Hesse-Darmstadt. Os seus avós maternos eram o marquês Luís IX de Hesse-Darmstadt e a condessa Carolina de Zweibrücken.

## Biografia
Aos quinze anos, Carlos foi viajar com os pais para visitar as suas irmãs mais velhas nas cortes de São Petersburgo e Estocolmo. Durante a visita à Suécia, o seu pai morreu quando caiu da carruagem onde ambos seguiam a 15 de Dezembro de 1801. Carlos assistiu ao acidente.
Devido à forte influência francesa que existia na corte de Baden, Carlos foi forçado a casar-se com Estefânia de Beauharnais, uma filha adoptiva de Napoleão I de França, em Paris, no dia 8 de Abril de 1806. O casamento aconteceu mesmo apesar do facto da sua mãe e irmãs se oporem. Carlos, segundo relatos da época, teria preferido casar-se com a sua prima, a princesa Augusta da Baviera. O casal só conseguiu ter a primeira filha cinco anos depois do casamento.
Carlos foi para a guerra em 1807 como comandante do contingente de Baden sob ordens do marechal Lefebvre. Lá, combateu no cerco de Danzig.
Em 1808, Carlos regressou a casa para governar junto do seu avô, cuja idade avançada começava a reflectir-se nas suas capacidades de governo, o que levou a que Carlos fosse nomeado co-regente. Tinha vinte e cinco anos de idade quando sucedeu ao seu avô.

## Casamento e descendência
Carlos casou-se com Estefânia de Beauharnais no dia 8 de abril de 1806 em Paris. O casal teve cinco filhos:
- Luísa Amélia de Baden (5 de junho de 1811 - 19 de julho de 1854), casada com o príncipe Gustavo da Suécia; com descendência.
- Filho sem nome (29 de setembro de 1812 - 16 de outubro de 1812), morreu com poucos dias.
- Josefina de Baden (21 de outubro de 1813 - 19 de junho de 1900), casada com o príncipe Carlos Antônio, Príncipe de Hohenzollern; com descendência.
- Alexandre de Baden (1 de maio de 1817 - 8 de maio de 1817), morreu com um ano de idade.
- Maria Amélia de Baden (11 de outubro de 1817 - 17 de outubro de 1888), casada com William Hamilton, 11.º duque de Hamilton; com descendência.

Como o grão-duque Carlos não teve nenhum filho varão que tenha vivido mais de um ano, quando morreu foi sucedido pelo seu tio, o grão-duque Luís I. Houve rumores de que Kaspar Hauser era seu filho e, por isso, o verdadeiro príncipe-herdeiro, mas chegou-se à conclusão que essa afirmação era falsa.